# Pegasiden
Die Pegasiden oder Juli-Pegasiden sind ein zwischen dem 4. Juli und dem 14. Juli aktiver Meteorstrom. Es handelt sich um einen schwachen Meteorstrom, welcher während seines Maximums am 10. Juli eine ZHR von etwa drei Meteor/h besitzt. Die Meteore besitzen eine Eintrittsgeschwindigkeit von 63 km/s.
Der Radiant der Pegasiden befindet sich im Sternbild Pegasus, ca. vier Grad südlich vom Stern Markab. Der Mutterkörper dieses Meteorstromes ist wahrscheinlich der Komet C/1979 Y1 (Bradfield).
Für Mitteleuropa bietet sich als beste Beobachtungszeit die zweite Nachthälfte an, da hier der Radiant eine ausreichende Höhe über dem Horizont erreicht.